# Patengteng
Patengteng is een bestuurslaag in het regentschap Bangkalan van de provincie Oost-Java, Indonesië. Patengteng telt 4359 inwoners (volkstelling 2010).